# Последен изход 2
„Последен изход 2“ (на английски: Final Destination 2), е американски филм на ужасите, режисиран от Дейвид Р. Елис, излязъл през 2003 г., продължение на филма Последен изход. Приходите на филма за първия уикенд в САЩ са $16 017 141, което е значителна част от световните приходи – $46 455 802.
През 2006 година излиза третият филм от поредицата – Последен изход 3.

## Сюжет
Внимание:  Текстът по-долу разкрива сюжета на произведението (или части от него)!
Една година след трагичната експлозия на полет 180, на път за колежа, Кимбърли Корман (Ей Джей Кук) пътува с приятелката си Шайна (Сара Картър) и двамата ѝ братя, когато Кимбърли неочаквано получава видение, което ѝ подсказва, да не поема по магистралата, защото ще стане жертва в брутална верижна катастрофа. Кимбърли предизвиква задръстване, когато знаците от видението ѝ стават реалност и тя блокира пътя, но катастрофата все пак се случва, и в нея умират много хора. Оцелелите, Юджийн (Ти Си Карсън), Рори (Джонатан Чери), Катрин Дженингс (Кийгън Конър Трейси), Нора Карпентър (Линда Бонд) и синът ѝ Тим (Джеймс Кърк) са задържани в полицейския участък и Ким разказва за странното си видение. Скоро след това всички си тръгват, но един човек умира и Кимбърли започва да подозира, че видението ѝ е нещо много повече. Тя се среща с Клеър Ривърс (Али Лартър), единствената оцеляла от полет 180, която е имала сходно преживяване след видение на неин съученик (виж филма Последен изход). Клеър приема предложението на Ким да ѝ помогне да открива знаците, за да запази живота си и този на другите оцелели. Въпреки това не успява. Полицаят, който присъства на катастрофата и който разпитва всички оцелели очевидци в началото, Бърк (Джим Ландес) също предлага помощта си, но всичко е само състезание с времето и един по един, оцелелите в катастрофата започват да умират по жесток начин, защото не се вслушват в съветите на Ким и Клеър.